# Равелонариву, Жан
Жан Равелонариву (фр. Jean Ravelonarivo; род. 17 апреля 1959, Сакадомо, Менабе, Мадагаскар) — мадагаскарский государственный и военный деятель, коммодор Армии Мадагаскара, премьер-министр Мадагаскара с 17 января 2015 года по 10 апреля 2016 года.

## Биография

### Молодые годы и образование
Жан Равелонариву родился 17 апреля 1959 года в Сакадомо в регионе Менабе на Мадагаскаре.
Равелонариву окончил с отличием и степенью бакалавра серии «C» Лицей Мурундавы, получил диплом пилота категории «IFR» после завершения учёбы в Кировоградском лётном училище (СССР), степень магистра в области частного права и бакалавра в области административного управления Университета Антананариву, диплом аспиранта международных отношений Центра дипломатических и стратегических исследований в Париже (Франция).

### Карьера
С 1985 по 1997 год Равелонариву был летчиком, а с 1991 по 1997 год — менеджером станции транзита на воздушно-морской базе Ивато. С 1995 по 2010 год был генеральным директором компании «Entreprise JJ», С 1997 по 2002 год был генеральным директором компании «Société d’Equipement Immobilier de Madagascar», возглавлявшейся Дидье Рациракой. С 1997 по 1997 год был казначеем «Fikambanan’ny Zanak’i Farafangana». С 2000 по 2005 год был сетевым администратором «Habitat & Francophone». С 2001 по 2002 год был техническим советником председателя Сената Мадагаскара. С 2001 по 2003 год был генеральным секретарём Группы строительных профессий. Занимал должности президента (2008—2009) и заместителя президента (2009—2010) «Rotary International Ainga Antananarivo», а также руководителя отделения в округе 9220 (2010—2011; 2011—2012; 2013—2014). В 2010 году основал «Grouppe JJ». В 2012 году назначен главным авиационным советником Генерального штаба Армии Мадагаскара. 30 декабря 2014 года Равелонариву в числе 59 военных был возведён в звание коммодора (бригадного генерала) авиации.
Равелонариву является членом Международного комитета христианских предпринимателей с 1993 года, Ассоциации университетских школ архитектуры с 1997 года, «Rotary International Ainga Antananarivo» с 1999 года, Ассоциации выпускников Центра дипломатических и стратегических исследований с 2003 года.

### Пост премьер-министра Мадагаскара
14 января 2015 года президент Мадагаскара Эри Радзаунаримампианина назначил Жана Равелонариву на пост премьер-министра страны, взамен подавшего 12 января в отставку Коло Роже. Назначение Равелонариву было раскритиковано депутатами Андри Радзуэлиной, Жаном Луи Робинсоном и Альбером Камилем Виталем как кумовство, из-за того что он и президент являются близкими друзьями, как и их жёны. 17 января в офисе премьер-министра прошла церемония передачи полномочий, на которой Роже похвально отозвался о Равелонариву, отметив его компетентность.
Таким образом, он стал 17-м премьер-министром Мадагаскара, имеющим большой опыт в военной и экономической сферах, но практически неизвестным широкой общественности. 26 января Равелонариву привёл к присяге своё правительство из 30 министров, в состав которого вошли 8 новых лиц и 22 члена уходящего кабинета, в числе которых 6 женщин.
Через три недели после вступления в должность, на Мадагаскар пришёл тропический шторм, ставший причиной гибели 80 человек и сильной засухи, после чего Равелонариву призвал к национальной солидарности и международной помощи. 4 сентября он совершил государственный визит во Францию и встретился с премьер-министром Мануэлем Вальсом. 7 октября в министерстве образования Равелонариву дал старт проекту повышения грамотности на 2015—2016 год, разработанному в сотрудничестве с ООН и ЮНЕСКО, и предусматривающему создание 100 образовательных центров по всему Мадагаскаре в условиях уровня неграмотности в 29,4 % среди молодежи и взрослых старше 15 лет.
8 апреля 2016 года появились сообщения о том, что Равелонариву ушел в отставку вместе со своим правительством, однако он сам вскоре заявил, что нашёл бы для этого «более подходящий момент». 10 апреля президент Радзаунаримампианина назначил на пост премьер-министра Оливье Махафали Сулундразану. После этого Равелонариву заявил о принятии своей отставки.
В сентябре 2021 года уголовный суд антикоррупционного полюса Антананариву потребовал явки шести человек и компании. Жан Равелонариву, премьер-министр в период с 2015 по 2016 год и прямой получатель мошеннических контрактов, ему потребовалось пять лет тюрьмы. Ответчикам было предписано выплатить в общей сложности 6 миллиардов риалов в качестве возмещения ущерба CNAPS, гражданской стороне в этом деле..

## Личная жизнь
Женат на Жозиан Равелонариву, сестре Таты Амбруаза, приближённого Рацираки. У них трое детей. Владеет малагасийским, французским, английским и русским языками.